# Crinkle au chocolat
Les crinkles au chocolat sont une confiserie populaire auprès des enfants en Australie et en Nouvelle-Zélande, notamment pour les fêtes d'anniversaire et les fêtes scolaires. La plus ancienne recette trouvée à ce jour provient de l'Australian Women's Weekly de décembre 1937.
L'ingrédient principal est la céréale commerciale pour petit déjeuner Rice Krispies. L'ingrédient liant est l'huile de noix de coco hydrogénée (telle que la marque Copha), qui est solide à température ambiante. Comme la fabrication de crinkles au chocolat ne nécessite pas de cuisson, elle est souvent utilisée comme activité pour les jeunes enfants.